# Szent József-kápolna (Pápa)
A pápai Szent József-kápolna és közösségi ház a város legfiatalabb temploma, 2005-ben szentelték fel. A háromszázötven fő befogadására alkalmas kápolna a város déli részén élő katolikusok központja.

## Története
A Szent Anna Plébániához tartozó kápolna a felszámolt szovjet katonai temető helyén épült, alapkövét 2003-ban tették le. Az építkezés a Veszprémi főegyházmegye és a pápai önkormányzat hozzájárulásából, illetve a hívők adományaiból valósult meg. Két harangját (mindkettő Gombos Miklós munkája) 2004. október 17-én, az elkészült kápolnát 2005. október 30-án szentelte fel dr. Márfi Gyula érsek. Önkéntes hívek segítkeztek az épület megvalósításánál, a fa burkolat festésénél.